# Van der Waals-gas
En van der Waals-gas er en simpel model for en gas, men den er mere avanceret og realistisk end en idealgas. Gassen udmærker sig bl.a. ved at være i stand til at kondensere og blive til en væske.
Modellen blev formuleret af Johannes Diderik van der Waals.

## Van der Waals-ligningen
| Gas                                                                     | {\displaystyle a} {\displaystyle \left[10^{-3}\cdot {\tfrac {{\text{Pa}}\cdot {\text{m}}^{6}}{{\text{mol}}^{2}}}\right]} | {\displaystyle b} {\displaystyle \left[10^{-6}\cdot {\tfrac {{\text{m}}^{3}}{\text{mol}}}\right]} |
| ----------------------------------------------------------------------- | --- | ------------------------------------------------------------------------------------------------- |
| Helium ({\displaystyle {\ce {He}}})                                     | 3,45 | 23,7                                                                                              |
| Neon ({\displaystyle {\ce {Ne}}})                                       | 21,3 | 17,1                                                                                              |
| Argon ({\displaystyle {\ce {Ar}}})                                      | 136,3 | 32,2                                                                                              |
| Brint ({\displaystyle {\ce {H2}}})                                      | 24,7 | 26,6                                                                                              |
| Kvælstof ({\displaystyle {\ce {N2}}})                                   | 140,8 | 39,1                                                                                              |
| Ilt ({\displaystyle {\ce {O2}}})                                        | 137,8 | 31,8                                                                                              |
| Luft (80 % {\displaystyle {\ce {N2}}}, 20 % {\displaystyle {\ce {O2}}}) | 135,8 | 36,4                                                                                              |
| Kuldioxid ({\displaystyle {\ce {CO2}}})                                 | 363,7 | 42,7                                                                                              |
| Vand ({\displaystyle {\ce {H2O}}})                                      | 557,29 | 31                                                                                                |
| Chlor ({\displaystyle {\ce {Cl2}}})                                     | 657,4 | 56,2                                                                                              |
| Ammoniak ({\displaystyle {\ce {NH3}}})                                  | 422,4 | 37,1                                                                                              |
| Methan ({\displaystyle {\ce {CH4}}})                                    | 225 | 42,8                                                                                              |
| Benzen ({\displaystyle {\ce {C6H6}}})                                   | 52,74 | 304,3                                                                                             |
| Decan ({\displaystyle {\ce {C10H22}}})                                  | 37,88 | 237,4                                                                                             |
| Octan ({\displaystyle {\ce {C8H18}}})                                   | 18,82 | 119,3                                                                                             |

En van der Waals-gas har en tilstandsligning, der minder meget om idealgasligningen:
{\displaystyle p_{\text{ideal}}V_{\text{f}}=nRT}
hvor {\displaystyle p_{\text{ideal}}} er det ideale trykket, {\displaystyle V_{\text{f}}} er det tilgængelige volumen, {\displaystyle n} er stofmængden, {\displaystyle R} betegner gaskonstanten, og {\displaystyle T} er den absolutte temperatur. Ved at dividere volumen med stofmængde findes volumen pr. mol {\displaystyle V_{\text{m}}} så:
{\displaystyle p_{\text{ideal}}V_{\text{f,m}}=RT}
For at gøre den mere realistisk, tages der nu højde for, at gaspartiklerne selv har et volumen og kan interagere med hinanden. Dette giver modificerede udtryk, som kan indsættes i idealgasligningen.
Den potentielle energi {\displaystyle \phi _{1}} pr. partikel må være afhængig af, hvor tæt partiklerne ligger {\displaystyle {\tfrac {n}{V}}} gange en positiv koblingskonstant {\displaystyle a}:
{\displaystyle \phi _{1}\sim -{\frac {an}{V}}}
Der er her sat et negativt fortegn på, så interaktionen er tiltrækkende. For at finde den samlede energi {\displaystyle \phi } må der ganges med den totale stofmængde:
{\displaystyle \phi =-{\frac {an^{2}}{V}}}
Jo tættere partiklerne ligger, jo lavere bliver den potentielle energi. En lille volumenændring {\displaystyle \mathrm {d} V} giver altså en lille energiændring {\displaystyle \mathrm {d} \phi }:
{\displaystyle \mathrm {d} \phi ={\frac {an^{2}}{V^{2}}}\mathrm {d} V}
Skrevet med volumen pr. mol bliver udtrykket:
{\displaystyle \mathrm {d} \phi ={\frac {a}{V_{\text{m}}^{2}}}\mathrm {d} V}
Indre energi {\displaystyle U} ændrer sig normalt med volumen pga. trykket:
{\displaystyle \mathrm {d} U=-p\mathrm {d} V}
Ved at sammenligne de to ligninger, ses det, at interaktionen på makroskopisk skala altså bliver til et tryk {\displaystyle p_{\text{eff}}}:
{\displaystyle p_{\text{eff}}=-{\frac {a}{V_{\text{m}}^{2}}}}
Fordi interaktionen er tiltrækkende giver den altså et negativt bidrag til trykket, da den virker modsat gassens udvidelse. Det samlede tryk {\displaystyle p} må være det ideelle tryk plus dette bidrag:
{\displaystyle p=p_{\text{ideal}}+p_{\text{eff}}}
Og det ideelle tryk kan derfor skrives som:
{\displaystyle p_{\text{ideal}}=p+{\frac {a}{V_{\text{m}}^{2}}}}
Dette indsættes på trykkets plads i idealgasligningen.
For volumenet kræves det, at det ikke kan blive mindre end gaspartiklerne ekskluderede volumen {\displaystyle b} pr. mol. Derfor trækkes {\displaystyle b} fra det totale volumen:
{\displaystyle V_{\text{f,m}}=V_{\text{m}}-b}
Dette indsættes på volumenets plads i idealgasligningen:
Derved opnås van der Waals-ligningen:
{\displaystyle \left(p+{\frac {a}{V_{\text{m}}^{2}}}\right)(V_{\text{m}}-b)=RT}
Hvis {\displaystyle a} og {\displaystyle b} er nul, reduceres van der Waals-ligningen tilbage til idealgasligningen.

## Isotermer
Trykket kan isoleres i van der Waals-ligningen:
{\displaystyle p={\frac {RT}{V_{\text{m}}-b}}-{\frac {a}{V_{\text{m}}^{2}}}}
Hvis {\displaystyle V_{\text{m}}} går imod {\displaystyle b}, og temperaturen holdes konstant - en isoterm kompression - går trykket mod uendeligt:
{\displaystyle \lim _{V_{\text{m}}\rightarrow b}p\rightarrow \infty }
så ligningen tager derved højde for partiklernes volumen. Det andet led giver derimod et større negativt bidrag til trykket, jo lavere volumenet bliver, hvilket også var mening. 
Pga. de to modsatsrettede bidrag bliver isotermer mere komplekse end ved en idealgas. Det er endda muligt at opnå et volumen, hvor trykket stiger uafhængigt af, om gassen komprimeres eller ekspanderes.